# Bujaraloz
Bujaraloz és un municipi d'Aragó situat a la província de Saragossa i enquadrat a la comarca dels Monegres. El 2023 tenia 974 habitants.